# 月桂酸乙酯
月桂酸乙酯（英語：ethyl laurate）是一种有机化合物，化学式C14H28O2，可见于蘘荷、梨果仙人掌、番石榴等物种。